# Alphonse Olterdissen
Œuvres principales
De kaptein vaan Köpenick
Trijn de Begijn
Alphonse Olterdissen, souvent nommée Alfons or Fons Olterdissen, est un écrivain, poète et compositeur néerlandais né à Maastricht le 12 décembre 1865 et décédé dans cette même ville le 24 février 1923. La dernière partie de son opéra Trijn de Begijn devint l'hymne local de Maastricht.

## Biographie
Olterdissen est né à Maastricht d'un père allemand et d'une mère néerlandaise originaire de la province de Zeeland. Le néerlandais était sa langue maternelle mais il apprit le dialecte maastrichtois dans la rue. En 1883, il se rend à Amsterdam à l’École nationale des Arts appliqués pour devenir peintre. Après ses études, il a fondé l'école Rutten à Maastricht, sans succès. Plus tard, dans les années 1890, il a commencé à promouvoir le tourisme à Maastricht avec l'association Maastricht Vooruit. Il a été reconnu comme concepteur et réalisateur de nombreux cortèges historiques, mais son manque de professionnalisme lui a valu une énorme dette.
Il tente dès lors de rembourser sa dette par des jeux et des opérettes. Après quelques échecs, il connut son premier succès avec la pièce De kaptein vaan Köpenick, une pièce en dialecte maastricht sur un thème populaire à l'époque : le faux capitaine Wilhelm Voigt. L'argent gagné avec cette pièce fut plus que suffisant pour rembourser sa dette. La deuxième opéra, appelé Trijn de Begijn, fut également un succès. Le compositeurs des musiques de ses opéras était son frère Gustave Olterdissen, principalement des arrangements d'airs célèbres et des chansons d'enfants. À partir de 1916, il écrivit quelques notes en dialecte maastricht.
Il est enterré à Maastricht.

## Œuvres
- Trijn de Begijn (dont les dernières strophes sont devenues l'hymne de Maastricht, le Mestreechs Volksleed)
- De kaptein vaan Köpenick
- Prozawerken (recueil de notes, 1926)
  - Het bezeuk vaan de Dames vaan de Charité
  - De nuije kosgenger
  - Wie de aw wieker poort verdween

## Compléments